# Alain Van Hoornweder
Alain Van Hoornweder, né le 25 juillet 1958 à Bruges,, est un coureur cycliste belge.

## Biographie
Professionnel durant les années 1980, Alain Van Hoornweder s'est principalement illustré dans des kermesses belges en obtenant plusieurs et diverses places d'honneur. Il a également terminé troisième d'une étape de l'Étoile des Espoirs en 1981, ou encore cinquième d'une étape du Tour de l'Oise en 1982. 

## Palmarès

### Palmarès amateur
- 1979
  - 3ea étape du Tour de Flandre-Occidentale
  - 2e de la Coupe Egide Schoeters
- 1980
  - Circuit du Westhoek
  - 2e étape du Circuit franco-belge
  - 2e de Gand-Staden
  - 2e des Trois Jours de Flandre-Occidentale

### Palmarès professionnel
- 1981
  - Circuit des Trois Provinces (Avelgem)
  - 2e de l'Izegem Koers
  - 3e du Circuit Escaut-Durme
- 1982
  - Omloop van het Zuidwesten
  - 3e du Grand Prix de la ville de Vilvorde
- 1983
  - Izegem Koers
  - Circuit du Pays de Waes
  - 3e de la Puivelde Koerse
  - 3e de la Wingene Koers
- 1984
  - 3e du Grand Prix Betekom